# Росина
Росина (болг. Росина) — село в Болгарии. Находится в Тырговиштской области, входит в общину Тырговиште. Население составляет 363 человека (2022).

## Политическая ситуация
В местном кметстве Росина, в состав которого входит Росина, должность кмета (старосты) исполняет Тодор Кирилов Петров (Движение за права и свободы (ДПС)) по результатам выборов правления кметства.
Кмет (мэр) общины Тырговиште — Красимир Митев Мирев (инициативный комитет) по результатам выборов в правление общины.